# Victor Herman
Victor Herman (25 de Setembro de 1915 - 25 de Março de 1985) foi um judeu americano que passou 18 anos como prisioneiro em Gulags na Sibéria soviética.   Em 1934, deteve brevemente o recorde mundial de salto em queda livre e ficou conhecido como o "Lindbergh da Rússia". Foi um dos milhares de americanos simpatizantes do comunismo cujas famílias foram para a União Soviética no início dos anos 1930 para trabalhar, mas que tiveram destinos trágicos durante o Grande Expurgo de Josef Stalin.
Seu livro de memórias de suas experiências, Coming Out of the Ice: An Unexpected Life (1979), foi a base para um telefilme de 1982, da CBS, estrelado por John Savage e o astro da música country Willie Nelson. 

## Biografia
Herman nasceu em Detroit, onde seu pai, ucraniano de nascimento, era ativo na organização de sindicatos na Ford Motor Company. Depois de Henry Ford fez um acordo com os soviéticos, 300 de seus trabalhadores e suas famílias de Detroit, que nutriam simpatias comunistas, foram enviados para a URSS para ajudar a construir uma nova fábrica da companhia em Gorky (atual Níjni Novgorod). A família de Victor Herman estava entre eles.
Em 1931, a representação comercial soviética nos Estados Unidos, Amtorg Trading Corporation, iniciou o recrutamento de milhares de trabalhadores industriais especializados americanos, vitimados pela Grande Depressão, atraindo-os com promessas de boas condições de trabalho. Neste mesmo ano, sua família mudou-se para a URSS para um período de trabalho de três anos, mantendo a cidadania americana. No entanto, em 1934, o Grande Expurgo começou e muitos ex-patriotas americanos foram desaparecendo, ou foram presos e deportados. Durante esses anos, Herman focou-se em seus talentos atléticos prodigiosos e foi notado e recrutado pela Força Aérea Soviética, onde aprendeu a saltar de paraquedas. Era competitivo e se esforçou para ser o número um. Em 6 de Setembro de 1934, chamou a atenção internacional depois estabelecer o recorde mundial para o salto de paraquedas, ao saltar da altitude de 24 mil pés. Ficou conhecido como o "Lindbergh da Rússia".
Autoridades soviéticas tentaram convencê-lo a assinar os documentos do recorde mundial com um espaço em branco no campo "cidadania" que ele preencheu "EUA". Após recusar insistentemente a alterá-lo para a "URSS", foi preso em 1938 por "atividades contrarrevolucionárias". Passou um ano numa prisão local sendo submetido a torturas brutais: tinha que se sentar em um banco 18 horas por dia de frente para uma porta em silêncio e imóvel, foi espancado em seus rins todas as noites durante 52 dias ininterruptos, foi jogado numa cela com criminosos violentos que tentaram matá-lo, fome, entre outras coisas. A maioria de seus companheiros de cela morreram durante este período de privações semelhantes. Herman acreditava que foi salvo por sua juventude e força.
Foi, então, condenado a 10 anos de trabalhos forçados em um Gulag siberiano onde sofreu privações extremas, incluindo espancamentos, fome, torturas, frio, trabalho extremo. Sobreviveu através de vários meios, por exemplo, alimentando-se de ratos que devoravam cadáveres congelados acumulados no campo. Foi brevemente libertado do sistema Gulag em 1948, mas foi obrigado a permanecer na Sibéria como um exílio incluído em seu acordo de liberdade condicional. Entretanto, quebrou a liberdade condicional ao casar-se com a russa Galina que, em seguida, teve uma filha, Svetlana. Foi novamente preso, mas desta vez sua esposa e filha foram autorizadas a viver com ele em condições menos severas. A morte de Josef Stalin, em 1953, trouxe melhores condições para os presos do Gulag.
Em 1956, as autoridades soviéticas afirmaram não possuir arquivos sobre ele, como se nunca tivesse sido um prisioneiro. Pôde deixar a Sibéria, mas não a URSS. Passou os próximos 20 anos, mudando-se com sua família para vários locais do país, tendo empregos temporários como instrutor de boxe, professor de inglês e agricultor numa kolkhoz (fazenda coletiva). Apesar de tudo, nunca perdeu a esperança de voltar para os Estados Unidos. Em 1976, após quase uma década apelando para as autoridades soviéticas, que se recusavam a reconhecer a sua cidadania americana, foi autorizado a retornar para os EUA. Galina, suas duas filhas Svetlana e Jaana e sua mãe adotiva russa acompanharam-no.
Sua mãe biológica morreu na Rússia no início dos anos 1930, seu pai morreu em 1950 e seu irmão Leo morreu na Rússia, em 1974, após cometer suicídio. Sua irmã permaneceu na Rússia por toda a vida, casou-se com um russo e estabeleceu uma carreira como pesquisadora de patologias. Em 1978, moveu uma ação judicial contra a Ford Motor Company, exigindo desta uma indenização de 10 milhões de dólares como reparação pelo sofrimento de que foi vítima, mas o processo foi suspenso no momento de sua morte. O livro de memórias com o relato das experiências de Victor Herman, Coming Out of the Ice: An Unexpected Life (1979), teve Gordon Lish como ghost-writer. Em 1982, este livro tornou-se um filme para TV, estrelado por John Savage, Willie Nelson e Ben Cross.